# Новосараєво
Новосара́єво (рос. Новосараево, башк. Яңы һарай) — присілок у складі Белебеївського району Башкортостану, Росія. Входить до складу Знаменської сільської ради.
Населення — 237 осіб (2010; 292 в 2002).
Національний склад:
- татари — 86 %